# Прекрасна Маргарет
«Прекрасна Маргарет» (англ. Fair Margaret або Margaret) — історико-пригодницький роман Генрі Райдера Гаґґарда, написаний 1907 року.

## Персонажі
- Пітер Брум — молодий англійський лицар.
- Маргарет Кастелл — красуня-дочка Джона Кастелла.
- Джон Кастелл — лондонський купець, юдей. Батько Маргарет.
- Дон Карлос, маркіз Морелла — іспанський гранд із домішкою крові маврів.
- Елізабет (Бетті) Дін — кузина Маргарет, пишна блондинка, яка мріє про вигідний шлюб.
- Інесса — придворна дама в замку Морелли.
- Отець Енріке — шахраюватий священник із Мотриля.
- Капітан Сміт — шкіпер англійського судна, друг Джона Кастелла.
- Фердинанд Арагонський та Ізабела Кастильська — король і королева Іспанії.
- Хуан Бернальдес — іспанський компаньйон та друг Джона Кастелла.

## Сюжет
Іспанський гранд маркіз Морелла, перебуваючи з дипломатичним дорученням у Лондоні при дворі Генріха VII (1485—1509), закохується в чудову брюнетку Маргарет, дочку багатого купця Джона Кастелла. Але її серце вже віддано молодому англійцю Пітеру Бруму, який втратив свої статки через те, що його сім'я підтримувала Річарда III, а батько загинув разом з останнім у історичній битві при Босворті 22 серпня 1485. Отримавши при своєму сватанні відмову, маркіз викрадає Маргарет і її кузину, біляву Бетті Дін, після чого відвозить дівчат до Іспанії. Джон Кастелл і Пітер Брум, з метою врятувати своїх близьких, зафрахтовують судно і теж відпливають до іспанських берегів. Кастелла не зупиняє навіть та обставина, що в Іспанії йому загрожує смерть: він — єврей, який не відмовився від віри своїх батьків, а влада країни жорстоко переслідує юдеїв.
Пітера, пораненого при спробі врятувати Маргарет, разом із Кастеллом беруть у полон і доставляють у замок Морелли. Маркіз, не відчуваючи ненависті до Пітера і Кастелла, якого він вважає своїм майбутнім тестем, не тільки залишає бранців живими, але навіть дає Пітеру відносну свободу. Якось Пітер знайомиться з Інесою — колишньою коханою Морелли, яку той покинув, дізнавшись, що вона чекає на дитину. Пітер дізнається, що маркіз — один із найсильніших феодалів країни, якого побоюється навіть правляча пара: у його жилах тече королівська кров, і він теж має право на іспанський престол. Стає зрозуміло, що силою Мореллу не здолати. Однак Інесса, яка ненавидить зрадника-маркіза, вигадує хитрий план: Маргарет удавано погоджується на шлюб із іспанцем, а потім, помінявшись одягом з Бетті, залишає замок разом з Пітером, і подає королю скаргу на свавілля маркіза. У цей час Бетті, яка мріяла стати дружиною гранда, попередньо перефарбувавши волосся і загримувавшись під Маргарет, виходить заміж за Мореллу, якого Інесса одурманила зіллям.
Мореллу викликають до столиці на суд, де він, у свою чергу, звинувачує Маргарет, Бетті та Пітера в обмані та підробці. Маркіз вимагає визнати його шлюб із Бетті недійсним. Починається довгий судовий позов, під час якого обидві сторони пред'являють вагомі докази. Судді, зайшовши в глухий кут, вирішують закінчити справу божим судом: Пітер і Морелла повинні влаштувати дуель на мечах. Зваливши маркіза у важкому поєдинку, Пітер вже готовий прикінчити його, але на поле бою несподівано вибігає Бетті, бажаючи врятувати чоловіка-аристократа. Схопивши меч іспанця, Бетті наступає на Пітера, і приголомшений англієць складає зброю. Морелла врятований, але жорстоко зганьблений. Іспанська королева Ізабелла, задоволена можливістю похитнути позиції небезпечного суперника, визнає законним шлюб Морелли та Бетті.
Однак, у процесі суду розкрився той факт, що Кастелл — юдей. Королева, яка ненавидить євреїв, засуджує Кастелла до спалення на багатті. Не без допомоги Інеси героям удається врятувати батька Маргарет і повернутися до Англії. Через кілька років їх відвідує Бетті зі своїм сином — спадкоємцем Морелли. Сам Морелла помер: у товаристві з нього постійно знущалися, нагадуючи про ганебне завершення поєдинку, всі його надії на узурпацію престолу зазнали краху, і йому не хотілося жити. З Бетті приїхала й Інесса. Автор дає зрозуміти, що вона любить Пітера, який теж відчуває до неї велику симпатію. Але Інесса відходить убік, не бажаючи заважати його стосункам із Маргарет.